# Blanche Peyron

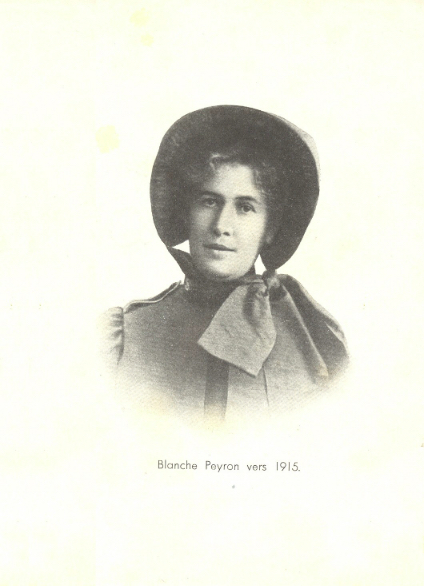
Blanche Peyron (ca. 1915)

Blanche Peyron, geborene Roussel (* 8. März 1867 in Lyon, Frankreich; † 21. Mai 1933 in Paris) war eine französische Offizierin der Heilsarmee und 1926 Gründerin des ersten Frauenhauses (französisch: Palais de la Femme) in Paris.

## Leben
Blanche Roussel war eine Tochter des evangelisch-freikirchlichen Pastors Napoléon Roussel und seiner schottischen Frau, die in Lyon lebten. Der Vater starb bereits 1878. Als junge Frau lernte sie Catherine Booth-Clibborn in Genf kennen, die Tochter von William Booth, dem Gründer der Heilsarmee. Diese beeindruckte sie derart, dass sie bereits mit 17 Jahren in die Heilsarmee eintrat und die Offiziersschule besuchte. Mit ihrem Mann ging sie danach nach Paris, wo sie zusammen das Sozialwerk der Heilsarmee aufbauten und leiteten. Die Heilsarmee war damals in Paris sehr verachtet, Blanche und Albin Peyron wurden teilweise beschimpft und mit Abfall beworfen. Viele unerwünschte Frauen und Kinder waren gezwungen, in Armut, Ohnmacht und Hoffnungslosigkeit zu leben. Wo sie konnten, halfen die Peyrons diese Not zu lindern und den Bedürftigen das Lebensnotwendigste zu geben und ihnen ein würdiges Leben zu ermöglichen. So brachten sie den Obdachlosen nachts eine warme Mahlzeit, die sogenannte soupe de minuit.
1925 entdeckte sie im 11. Arrondissement ein großes, leerstehendes Gebäude mit über 700 Zimmern, das 1910 als Arbeiterwohnheim erbaut worden war und nach dem Ersten Weltkrieg nicht mehr gebraucht wurde. Ihr Mann und sie wollten es kaufen, mit viel Überzeugungskraft und großem Aufwand konnten sie die damals riesige Summe von 11 Millionen Francs an Spendengelder zusammenbringen. 1926 wurden im Gebäude Wohnräume für Frauen und Kinder eingerichtet und das Haus eröffnet. Dieses Frauenhaus besteht bis ins 21. Jahrhundert, um etwa 600 Frauen und Kindern in prekären Lebenslagen eine sichere Zuflucht und eine Chance zur Neuorientierung zu bieten.
Um 1930 konnten sie noch das Volkshaus (französisch: Palais du peuple) und ein Obdachlosenheim (französisch: Cité de refuge) im 13. Arrondissement eröffnen.

## Familie
Blanche Roussel wollte zuerst zugunsten ihrer Berufung und Aufgabe in der Heilsarmee ledig bleiben. Doch dann heiratete sie ihren Kollegen, den Heilsarmeeoffizier Albin Peyron, mit dem sie bis an ihr Lebensende in Paris zusammenarbeitete.
Blanche Peyron war zudem die Ururgroßmutter von Hervé Cachelin, dem Leiter der Heilsarmee von Deutschland, Litauen und Polen.

## Ehrungen
- 1931 Ritterkreuz der Ehrenlegion.